# 沈琪芳
沈琪芳（1954年—），浙江湖州人，汉族，中华人民共和国政治人物、第十二届全国人民代表大会浙江地区代表。
毕业于杭州师范大学汉语言文学专业，加入中国民主促进会。2013年，被选为全国人大代表。